# Livre du golf
Le Livre du golf est le vestige d'un livre d'heures manuscrit enluminé datant des années 1540, conservé à la British Library de Londres. Il a été exécuté par l'enlumineur Simon Bening et son atelier, seules vingt-trois pages décorées subsistent de l'ouvrage originel. Il doit son nom à une représentation, dans le calendrier, de personnages jouant à un jeu s'apparentant au golf. 

## Historique
Le manuscrit originel a été dépecé à une date inconnue et seules les plus belles pages décorées subsistent du livre d'heures. Il a peut-être été réalisé pour un commanditaire suisse ou allemand ayant un lien avec la ville de Lausanne, car dans les suffrages des saints, se trouve représenté Boniface de Lausanne. Celui-ci n'est pas encore canonisé à l'époque de l'exécution du manuscrit, ce qui n'intervient qu'en 1753. Les vestiges du livre sont difficiles à dater. D'après le style des miniatures, proches de celles du livre d'heures de Hennessy et des Heures de Munich-Montserrat (Bibliothèque d'État de Bavière, Clm23638), elles pourraient dater du début des années 1540. Le manuscrit reste sans doute dans la région pendant plusieurs siècles.
Vers 1800 probablement, les miniatures sont remontées dans une nouvelles reliure mais dans le désordre, la miniature de Boniface de Lausanne étant apposée avant le calendrier, ce qui montre que le saint devait avoir une importance particulière pour le propriétaire de l'époque. Il appartient au milieu du XIXe siècle à Ernst von Pöllnitz, un châtelain autrichien résident à Bregenz, auprès duquel le British Museum l'acquiert en 1861, incorporant le fonds hérité par cette institution,.

## Description
Le manuscrit contient 21 miniatures en pleine page accompagnées de bordures historiées ou ornées. Elles sont disposées ainsi, :
- une miniature représentant de Boniface de Lausanne issues des anciens suffrages des saints situés traditionnellement en fin d'ouvrage.
- 8 miniatures extraites des 4 premiers folios introductifs de chaque heure de la Vierge : elles représentent La Prière dans le jardin des oliviers (Matines), L'arrestation du Christ (Laudes), Le Christ devant Pilate (Primes), Le Christ couronné d'épines (Tierce), Le Christ cloué sur la croix (Sexte), La Crucifixion (None), La Descente de croix (Vêpres), La Mise au tombeau (Complies). Chacune contient une scène en bas de page représentant une autre scène de la passion du Christ ou de l'Ancien Testament ayant un lien typologique avec la miniature principale.
- 12 miniatures pour chaque mois du calendrier : une scène d'hiver avec coupe de bois (janvier), une fête chez un seigneur (février), un jardinier au travail (mars), scène de cour dans un jardin (avril), une promenade en barque (mai), un tournoi (juin), la chasse au faucon et la fenaison (juillet), la moisson (août), les labours (septembre), les vendanges (octobre), le retour de la chasse (novembre) et l'abattage du porc (décembre).

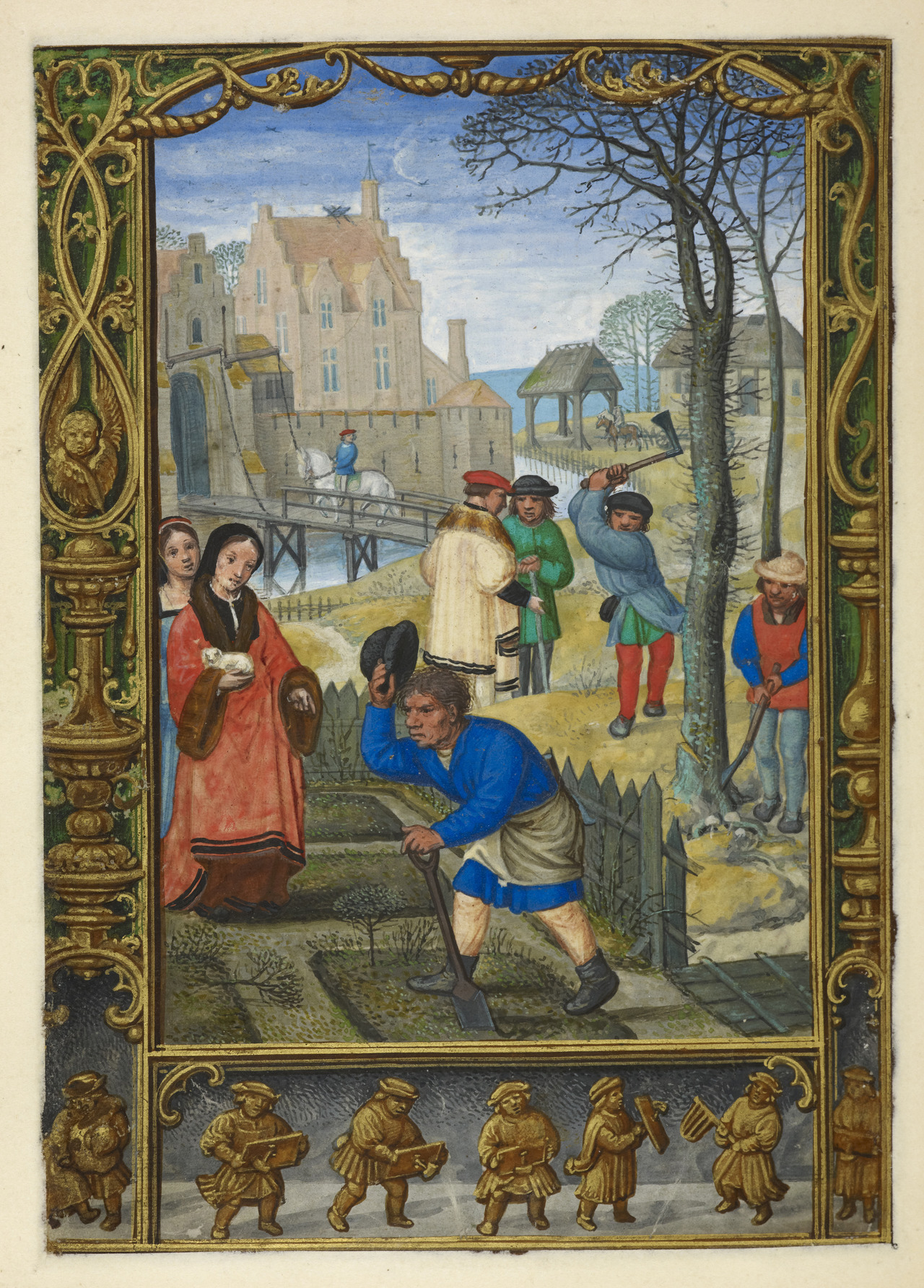
Mars, le jardinier au travail
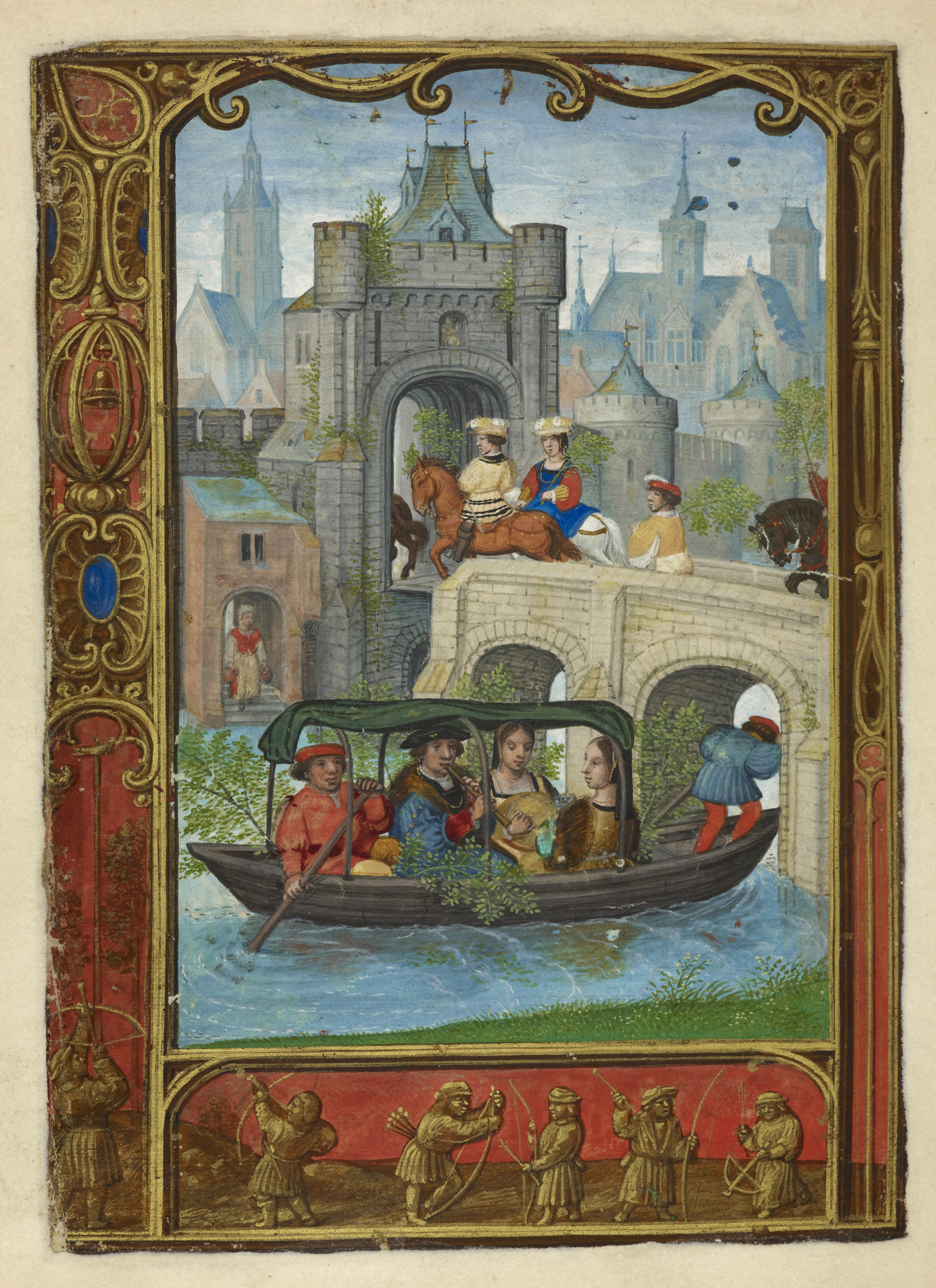
Mai, la promenade en barque
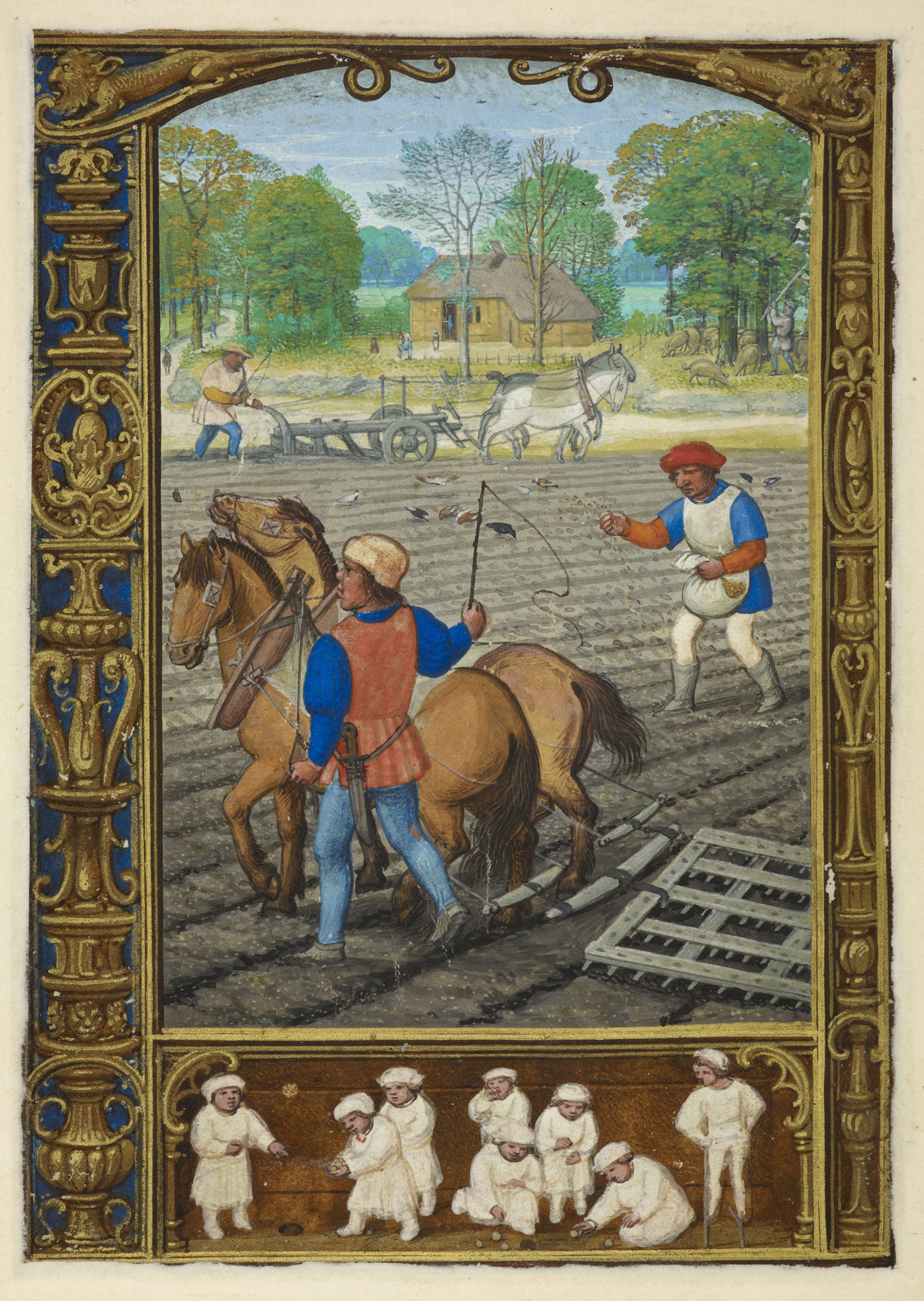
Septembre : les labours

Chaque miniature du calendrier et la page du mois qui lui correspond contient en bas de page une scène représentant pour la plupart des petits personnages s'adonnant à des jeux. Sur le bas de la page du mois de septembre (f.27r), les petits personnages joue à un jeu avec une crosse et une balle ressemblant au golf.
Simon Bening est l'auteur de la plupart des miniatures en pleine page des heures de la Vierge et de Boniface. Il a laissé son atelier peindre les scènes de marge et les miniatures du calendrier. Le programme iconographique de la Passion est très proche de celui du Livre d'heures de Hennessy, du même enlumineur, même s'il représente ici les personnages de plus près et se focalise plus sur leurs émotions. Les miniatures du calendrier, peintes par l'atelier du maître, se rapprochent des calendriers des Heures d'Hennessy ou des Heures de Munich-Montserrat, qui sont de la main de Bening.